# Buchkammer (Höhle)
Die Buchkammer (auch Heidenkammern oder Heidenlöcher) im Buchkammerfels am westlichen Ausläufer des Heidenberges ist eine Höhle aus vier anthropogenen Felsenkammern. Sie befindet sich etwa 670 m Luftlinie von der Burg Drachenfels bei Busenberg im Landkreis Südwestpfalz.

## Beschreibung
Die Buchkammer besteht aus vier in den Fels geschlagenen Kammern, die mit Gängen verbunden sind. Die rechteckigen, unterschiedlich großen Kammern befinden sich auf der niedrigen Nordseite des Felsens und besitzen eine Grundfläche von je ca. zwei auf drei Meter. Der einzige Eingang zu den Kammern liegt in 7,40 Meter Höhe in der Felswand. Die Buchkammer ist nur durch Felskletterei zu erreichen. 

## Historische Belege
Die Quellenlage der Buchkammer ist, anders als bei der in 670 Meter Luftlinie entfernten Burg Drachenfels, sehr dürftig. In den Jahren 1567, 1607 und 1655 wird sie im Rahmen des Grenzumritts des Mundatwaldes durch die Abtei Weißenburg erwähnt und jeweils als ehemaliges Gefängnis der Burg Drachenfels bezeichnet. In der dem Eingang am nächsten liegenden Kammer befand sich früher eine Jahreszahl „16XX“ vermutlich aus dem 17. Jahrhundert.
Aufgrund der dürftigen Quellenlage ist man zur Bestimmung der Funktion dieses im Wasgau einmaligen Denkmals auf Indizien angewiesen.

## Indizien und Schlussfolgerungen
Die nachfolgenden Argumente wurden insbesondere von der Höhlenforschergruppe Karlsruhe um Hans Klose im Rahmen intensiver Untersuchungen vor Ort erarbeitet und dokumentiert.

### Außenposten der Burg Drachenfels
Argumente wie der Abbau eines Volumens von immerhin ca. 35 Kubikmeter Buntsandstein, die Bearbeitungsspuren, die bestimmten Felsräumen der Burg Drachenfels ähneln, und die Raumnot, die bei einer Felsenburg wie dem Drachenfels mit zahlreichen Ganerben auftritt, sind Indizien für die Auslagerung bestimmter Funktionen in einen Außenposten der Burg zwischen dem 14. Jahrhundert und ihrer Zerstörung 1523.

### Kein Wohnraum
Die ungeglätteten Wände der Kammern, der teilweise unebene Boden, das Fehlen von Balkenlöchern für einen bequemen Außenzugang und das Vorhandensein von Vertiefungen im Fels, die auf den Aufstieg mittels einer 8 Meter hohen Leiter hindeuten, sowie die Vorrichtung zur Verriegelung des Haupteingangs mit einem Balken von der Außenseite sind Argumente gegen eine Nutzung als Wohnraum. Hiergegen sprechen auch die fehlende Wasserversorgung, der fehlende Rauchabzug und der fehlende Abort.

### Keine Vorburg
Aufgrund der eingeschränkten Sicht aus den fünf Fenstern der Buchkammer scheidet auch die Möglichkeit eines Ausgucks der Hauptburg aus; wenigstens besteht eine wechselseitige Sichtverbindung zwischen der Oberburg des Drachenfels und dem Eingang der Buchkammer. Die Anlage verfügt nur über passive Verteidigungseinrichtungen, kann daher nicht die Funktionen einer Vorburg erfüllen.

### Lager und Gefängnis
Das auf eine Tür hindeutende runde Balkenloch im Boden der dritten Kammer vor dem Durchgang zur letzten der vier Kammern weist auf eine zusätzliche Möglichkeit zur Unterteilung bzw. Abtrennung der Kammern hin. Insgesamt kann die Anlage zur Lagerung von geeigneten Gütern und/oder – wie in den Quellen aus dem 16. und 17. Jahrhundert beschrieben – zeitweise auch als Gefängnis der vormaligen Burg Drachenfels gedient haben. Ein Indiz für letztere Verwendung könnte auch die 1335 gegenüber den Burgherren von Drachenfels erhobene Beschuldigung des Raubrittertums sein, die zur ersten Zerstörung der Burg führte und die in der nachfolgenden Ganerbenburg eine Auslagerung des Gefängnisses als eines potenziellen Fehdegrundes nahelegte.

## Galerie

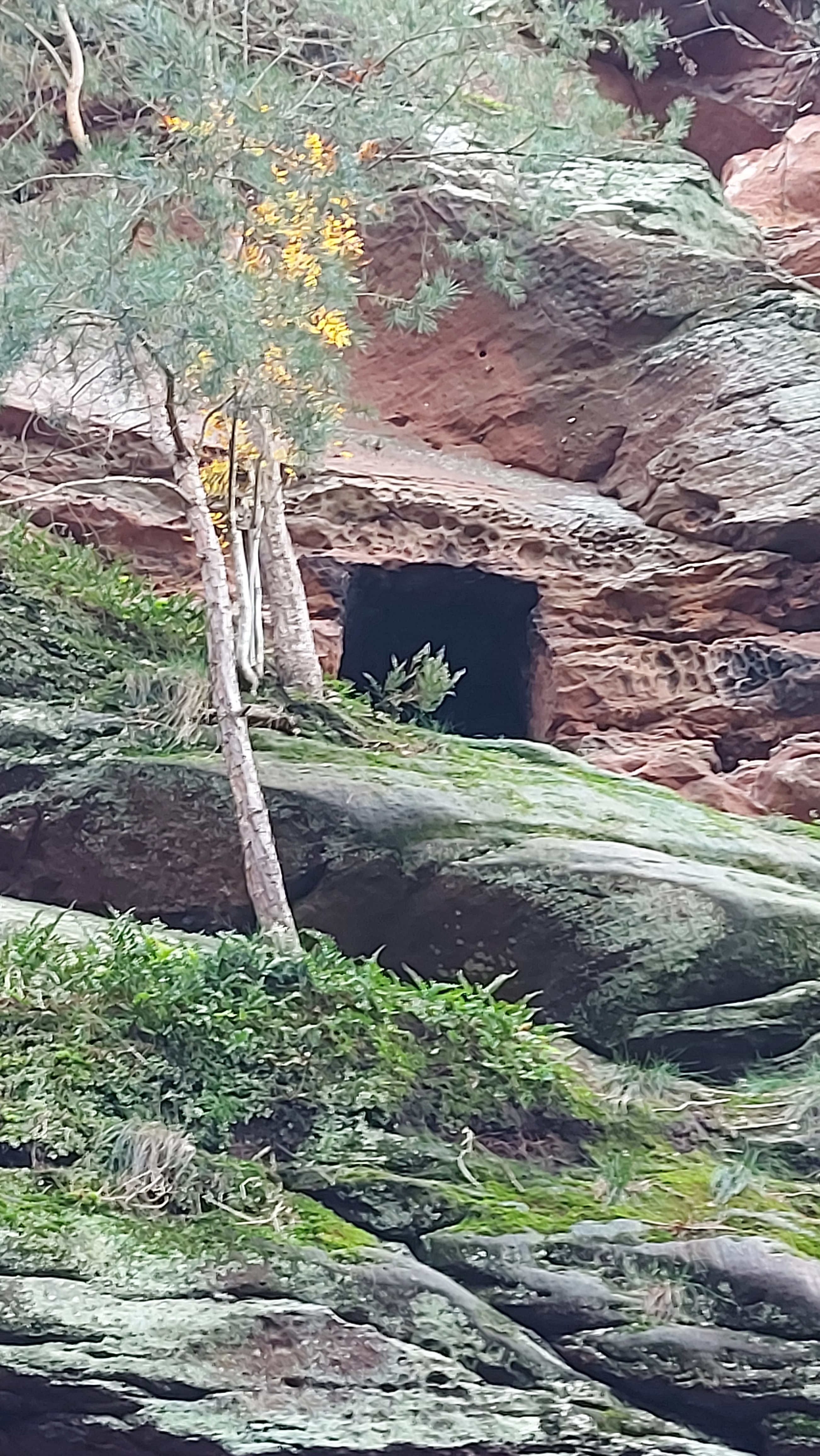
Felswand mit Buchkammer
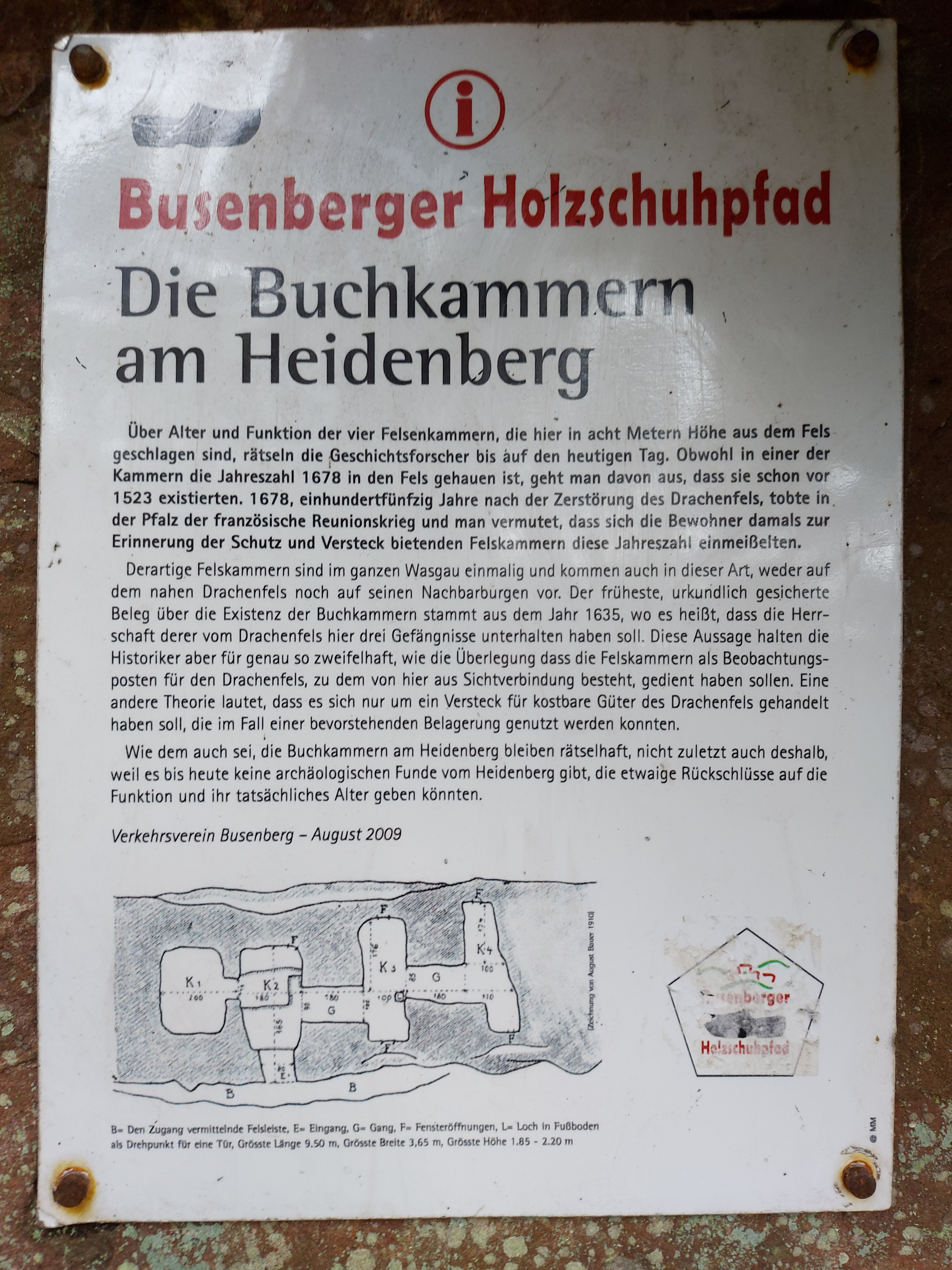
Infotafel zur Buchkammer
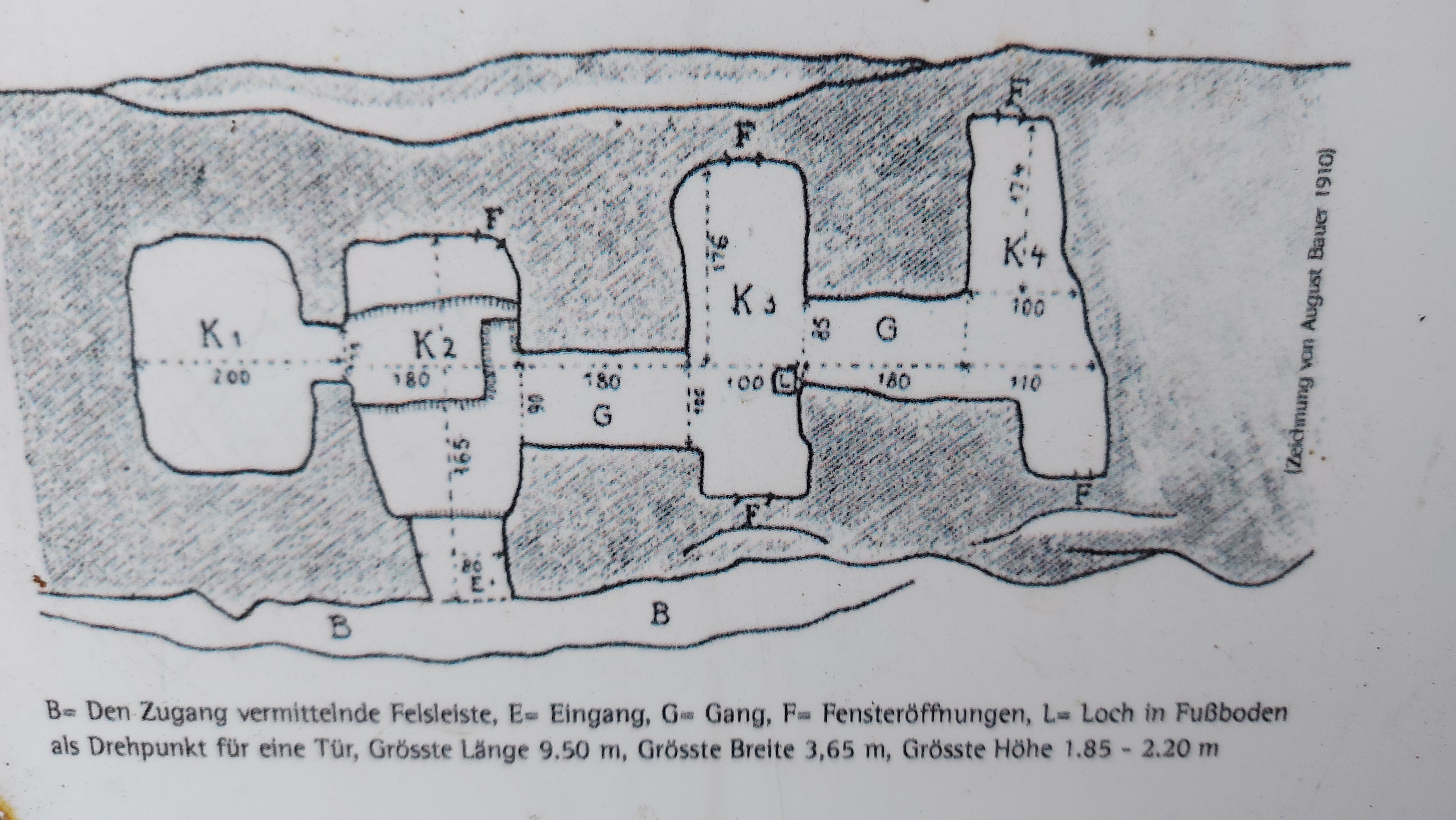
Grundriss der Buchkammer

## Schutzstatus
Der Buchkammerfels bei Busenberg ist als ausgewiesenes Naturdenkmal registriert (ND-7340-177). Die Höhle selbst ist eingetragenes Kulturdenkmal in dem „Nachrichtlichen Verzeichnis der Kulturdenkmäler - Kreis Südwestpfalz der Generaldirektion Kulturelles Erbe“.

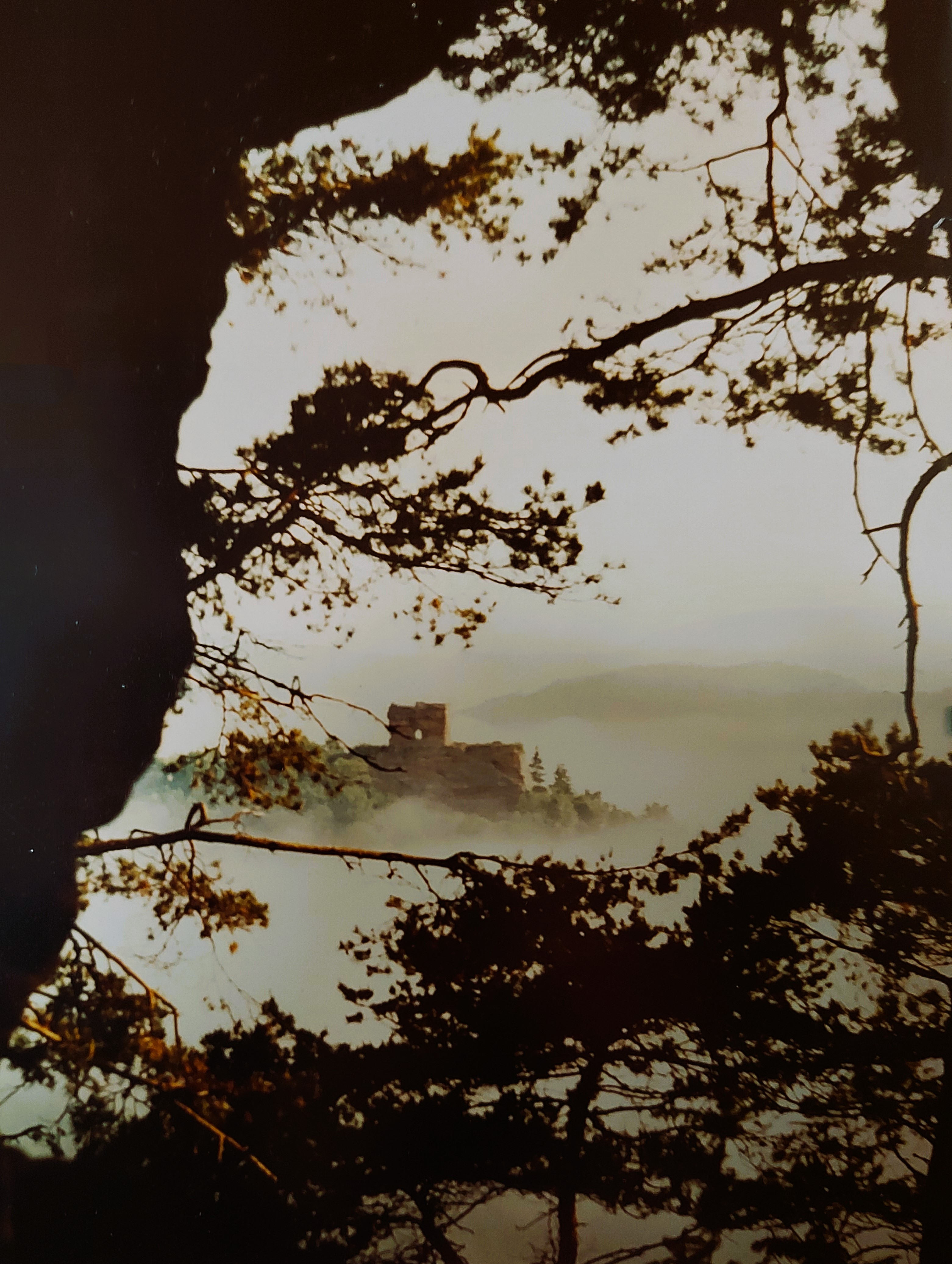
Sichtverbindung zwischen Buchkammer und Burg Drachenfels